# إنريكي ريتبرج
إنريكي ريتبرج (مواليد 12 أغسطس 1918) هو مبارز بالسيف أرجنتيني، مثّل بلاده في الألعاب الأولمبية الصيفية 1952.

## روابط خارجية
إنريكي ريتبرج على موقع أوليمبيديا (الإنجليزية)